# 平石武則
平石 武則（ひらいし たけのり、1960年2月26日 - ）は、兵庫県出身のプロゴルファー。

## 来歴
東洋大姫路高校時代は野球部に所属し、1977年の夏の甲子園で優勝した時のメンバーの一人で、「5番・左翼手」で好打のプレーヤーであった。
卒業後にゴルフを始め、正確なティーショットと小技を武器に、5年かけてプロテストに合格。
1983年にプロへ転向し、1988年の関西オープンでは大山雄三・小林恵一と並んでの6位タイ、同年には木村政信とペアを組んだアコムダブルスでダグ・テウェル&ボブ・ギルダー（アメリカ）ペアの2位に入った。
1989年の関西オープンでは山本善隆・金山和雄・中村通・中川敏明に次ぐ5位、1990年の関西プロでは上出裕也・中村彰男・甲斐俊光と並んでの10位タイに入った。
1992年にはよみうりサッポロビールオープンでは板井榮一・川俣茂・山本・稲垣太成と並んでの6位タイに入り、サッポロビール千葉オープンで初優勝。
1995年にはPhilip Morris Championshipで7位に入り、近畿オープンで2勝目を挙げる。
1996年には2勝目を挙げた千葉オープン、関西オープン を、クレインカップ真庭オープンと後援競技3勝をマークし、水戸グリーンオープンで芹澤大介・中尾豊健に次ぐと同時に小溝高夫と並んでの3位タイに入った。
1997年には宇部興産オープンで横尾要・小達敏昭・中村と並んでの7位タイ、1999年の同大会ではブラント・ジョーブ（アメリカ）と並んでの8位タイに入り、1999年には関西オープン2勝目 を挙げる。
2001年にはアイフルカップで久保谷健一、ゾウ・モウ（ミャンマー）と並んでの8位タイ、NST新潟オープンで近藤智弘と並んでの7位タイ、サン・クロレラクラシックでアンドリュー・ボノム（オーストラリア）と並んでの8位タイと3試合連続十傑入りし、久光製薬KBCオーガスタでは混戦模様の最終日に加瀬秀樹・桧垣繁正と共に通算15アンダーで並び、プレーオフでは4ホール目のパター勝負を制してプロ19年目での初優勝を手にした。その後は三井住友VISA太平洋マスターズで尾崎将司・久保谷と並んでの6位タイ、ゴルフ日本シリーズJTカップては深堀圭一郎・谷口徹と並んでの4位タイに入った。
2002年にはミズノオープンで宮瀬博文・藤田寛之・宮本勝昌、スティーブン・コンラン（オーストラリア）と並んでの5位タイ、サントリーオープンではホ・ソクホ（韓国）、深堀・合田洋と並んでの8位タイに入った。
2004年には中日クラウンズで梁容銀（韓国）と並んでの7位タイ、日本ゴルフツアー選手権では梁文冲（中国）、プラヤド・マークセン（タイ）、片山晋呉・河村雅之と並んでの6位タイに入った。
2006年の兵庫県オープンでは初日を11位タイでスタートするが、後半から左手首が痛み始め、内側に捻ると激痛が走るほど状態は悪かった。最終日は前半を6アンダーで折り返すと、リーダーズボードのトップに井戸木鴻樹の名前があるのを見て闘志に火が点き、11番ロングでイーグルを奪い、後半だけで5アンダーと勝負強さを発揮。最終18番で1mのバーディーパットを難なく沈め、井戸木を1打差で交わし、1イーグル、6バーディーの64、通算11アンダーで大会初優勝。6月のアオノオープンに続く地元での勝利となり、賞金300万円と来季の日本プロの出場権を獲得したが、ホールアウト直後には左手首にアイシングを施すなど、ツアー競技に出場した先週末から連続のラウンドが大きな負担となった。
2010年にシニアデビューすると、安定感のあるゴルフでファンケルクラシック2位タイ、富士フイルム選手権4位タイなど健闘し、賞金ランク13位に入った。
52歳になった2012年には鳥取県・大山ゴルフクラブの総支配人に就任し、一旦はツアーから離れてビジネスに注力したが、1年半のクラブを握れない生活から、再びシニアツアーに戻る。復帰したての頃はパターの際にイップスに襲われて、手が思うように動かなくなり、長尺パターを使用する苦しみも味わった。
2015年には日本シニアオープンに予選会から挑戦し、トップ通過で本戦に出場。3日目に首位に立ち、最終日は前半を終わって室田淳・米山剛に並ばれての大激戦から二枚腰の粘りを見せ、4バーディー、3ボギーの71で抜け出す。米山を1打差に抑えてシニア初優勝を日本タイトルで飾り、予選会から出場権を得ての大金星となった。
2016年の日本オープンを最後にレギュラーツアーから引退。

## 主な優勝
レギュラー
- 1992年 - サッポロビール千葉オープン
- 1995年 - 近畿オープン
- 1996年 - 千葉オープン、関西オープン、クレインカップ真庭オープン
- 1999年 - 関西オープン
- 2001年 - 久光製薬KBCオーガスタ
- 2006年 - アオノオープン、兵庫県オープン

レギュラー
- 2015年 - 日本シニアオープン